# Bremthal
Bremthal ist mit etwa 4400 Einwohnern der größte Stadtteil von Eppstein im südhessischen Main-Taunus-Kreis und ist neben Vockenhausen das wirtschaftliche Zentrum.

## Geographie
Der höchste Punkt der Gemarkung liegt auf 350 m am Forstweg zum Judenkopf, etwa 800 Meter westlich der Gipfelhöhe (410 m). Südlich derselben befindet sich ein Wasserbehälter, der Bremthal und Lorsbach mit Wasser versorgt.
Aktuelle und historische Siedlungsplätze
Quelle: Historisches Ortslexikon
- Forsthaus[3]
- Quarzitwerk[4]
- Wohnplatz Sandstein[5]

## Geschichte

### Ortsgeschichte
Die älteste erhalten gebliebene urkundliche Erwähnung als Bremedal im eppsteinschen Lehensverzeichniss datiert um das Jahr 1210. Der Ortsname ist zurückzuführen auf mittelhochdeutsch breme für Dornstrauch. Dies lässt den Schluss zu, dass der vermutlich im 12. Jahrhundert von Eppstein aus an der Grenze gegenüber dem nassauischen Gebiet im Westen gegründete Ort in seinem Namen entweder Bezug nahm auf den hier wild wachsenden Besenginster oder auf das Gebück, die um 1700 beseitigte Grenzbefestigung.
Bremthal gehörte ursprünglich zur Herrschaft Eppstein, wurde dann ein kurmainzischer Ort und gehörte zur Zeit des Herzogtums Nassau zum Amt Idstein.
Vermutlich seit dem 13. Jahrhundert, belegt seit 1393, wurden in Bremthal Eisenerze in Form von Braun- und Roteisen abgebaut. Die Förderung des Erzes erfolgte zunächst in Gruben und später in bergmännisch angelegten Schächten. Im frühen 19. Jahrhundert war der Abbau beendet.
Im Zug der Gebietsreform in Hessen schlossen sich zum 31. Dezember 1971 die bis dahin selbständigen Gemeinden Bremthal und Niederjosbach freiwillig zur erweiterten Gemeinde Bremthal zusammen. Zum 1. Januar 1977 wurden diese Gemeinde, die Stadt Eppstein und andere Gemeinden kraft Landesgesetzes zu einer Stadt mit dem Namen Eppstein zusammengeschlossen. Für Bremthal und Niederjosbach wurde, wie für alle nach Eppstein eingegliederten ehemaligen Gemeinden, je ein Ortsbezirk errichtet.

### Verwaltungsgeschichte im Überblick
Die folgende Liste zeigt die Staaten und Verwaltungseinheiten, denen Bremthal angehört(e):
- vor 1507:  Heiliges Römisches Reich, Herrschaft Eppstein-Münzenberg (Lehen an das Mainzer St.-Stephans-Stift)
- ab 1507: Heiliges Römisches Reich, Herrschaft Eppstein-Königstein, Kellerei Eppstein
- ab 1581: Heiliges Römisches Reich,  Kurfürstentum Mainz, Oberamt Höchst und Königstein, Amtsvogtei Königstein
- ab 1803: Heiliges Römisches Reich, Fürstentum Nassau-Usingen,[Anm. 2] Amt Königstein
- ab 1806: Herzogtum Nassau,[Anm. 3] Amt Königstein[Anm. 4]
- ab 1849: Herzogtum Nassau, Kreisamt Idstein
- ab 1854: Herzogtum Nassau, Amt Königstein
- ab 1867: Königreich Preußen,[Anm. 5] Provinz Hessen-Nassau, Regierungsbezirk Wiesbaden, Obertaunuskreis[Anm. 6]
- ab 1871: Deutsches Reich, Königreich Preußen, Provinz Hessen-Nassau, Regierungsbezirk Wiesbaden, Untertaunuskreis
- ab 1886: Deutsches Reich, Königreich Preußen, Provinz Hessen-Nassau, Regierungsbezirk Wiesbaden, Untertaunuskreis
- ab 1918: Deutsches Reich (Weimarer Republik), Freistaat Preußen, Provinz Hessen-Nassau, Regierungsbezirk Wiesbaden, Untertaunuskreis
- ab 1928: Deutsches Reich, Freistaat Preußen, Provinz Hessen-Nassau, Regierungsbezirk Wiesbaden, Main-Taunus-Kreis
- ab 1944: Deutsches Reich, Freistaat Preußen, Provinz Nassau, Main-Taunus-Kreis
- ab 1945: Amerikanische Besatzungszone,[Anm. 7] Groß-Hessen, Regierungsbezirk Wiesbaden, Main-Taunus-Kreis
- ab 1946: Amerikanische Besatzungszone, Hessen, Regierungsbezirk Wiesbaden, Main-Taunus-Kreis
- ab 1949: Bundesrepublik Deutschland, Hessen, Main-Taunus-Kreis
- ab 1968: Bundesrepublik Deutschland, Hessen, Regierungsbezirk Darmstadt, Main-Taunus-Kreis
- ab 1977: Bundesrepublik Deutschland, Hessen, Regierungsbezirk Darmstadt, Main-Taunus-Kreis, Stadt Eppstein

### Sage der Bertha von Bremthal
Ob es in Bremthal jemals eine Burg oder ein adeliges Geschlecht gab, ist nicht abschließend geklärt. In das Reich der Sage ist jedenfalls die Geschichte von Bertha von Bremthal zu verweisen. So soll ein gewisser Ritter Eppo, bei dem es sich um Herzog Eberhard (921–927) handeln könnte, das schöne Burgfräulein, das durch einen Riesen gefangen gehalten wurde, mit Hilfe eines Bremthaler Schmiedes befreit haben.

## Bevölkerung

### Einwohnerstruktur 2011
Nach den Erhebungen des Zensus 2011 lebten am Stichtag dem 9. Mai 2011 in Bremthal 4482 Einwohner. Darunter waren 414 (9,2 %) Ausländer. Nach dem Lebensalter waren 912 Einwohner unter 18 Jahren, 1965 zwischen 18 und 49, 966 zwischen 50 und 64 und 639 Einwohner waren älter. Die Einwohner lebten in 1842 Haushalten. Davon waren 447 Singlehaushalte, 582 Paare ohne Kinder und 630 Paare mit Kindern, sowie 147 Alleinerziehende und 36 Wohngemeinschaften. In 288 Haushalten lebten ausschließlich Senioren und in 1383 Haushaltungen lebten keine Senioren.

### Einwohnerentwicklung
| Quelle: Historisches Ortslexikon |                                |
| • 1539:                          | 18 Häuser                      |
| • 1581:                          | 25 Herdstellen                 |
| • 1592:                          | 27 Häuser                      |
| • 1612:                          | 23 Häuser                      |
| • 1648:                          | 6 Häuser                       |
| • 1668:                          | 13 Häuser mit 60 Einwohner     |
| • 1784:                          | 57 Haushalte mit 270 Einwohner |

| Bremthal: Einwohnerzahlen von 1700 bis 2022 | Bremthal: Einwohnerzahlen von 1700 bis 2022 | Bremthal: Einwohnerzahlen von 1700 bis 2022 | Bremthal: Einwohnerzahlen von 1700 bis 2022 | Bremthal: Einwohnerzahlen von 1700 bis 2022 |
| --- | ------------------------------------------- | ------------------------------------------- | ------------------------------------------- | ------------------------------------------- |
| Jahr |                                             |                                             |                                             | Einwohner                                   |
| 1700 | 1700                                        |                                             | 100                                         | 100                                         |
| 1725 | 1725                                        |                                             | 125                                         | 125                                         |
| 1750 | 1750                                        |                                             | 215                                         | 215                                         |
| 1784 | 1784                                        |                                             | 270                                         | 270                                         |
| 1817 | 1817                                        |                                             | 320                                         | 320                                         |
| 1834 | 1834                                        |                                             | 392                                         | 392                                         |
| 1840 | 1840                                        |                                             | 397                                         | 397                                         |
| 1846 | 1846                                        |                                             | 400                                         | 400                                         |
| 1852 | 1852                                        |                                             | 441                                         | 441                                         |
| 1858 | 1858                                        |                                             | 437                                         | 437                                         |
| 1864 | 1864                                        |                                             | 423                                         | 423                                         |
| 1871 | 1871                                        |                                             | 552                                         | 552                                         |
| 1875 | 1875                                        |                                             | 523                                         | 523                                         |
| 1885 | 1885                                        |                                             | 475                                         | 475                                         |
| 1895 | 1895                                        |                                             | 494                                         | 494                                         |
| 1905 | 1905                                        |                                             | 579                                         | 579                                         |
| 1910 | 1910                                        |                                             | 638                                         | 638                                         |
| 1925 | 1925                                        |                                             | 692                                         | 692                                         |
| 1939 | 1939                                        |                                             | 763                                         | 763                                         |
| 1946 | 1946                                        |                                             | 1.011                                       | 1.011                                       |
| 1950 | 1950                                        |                                             | 1.061                                       | 1.061                                       |
| 1956 | 1956                                        |                                             | 1.066                                       | 1.066                                       |
| 1961 | 1961                                        |                                             | 1.116                                       | 1.116                                       |
| 1967 | 1967                                        |                                             | 1.278                                       | 1.278                                       |
| 1970 | 1970                                        |                                             | 1.413                                       | 1.413                                       |
| 1980 | 1980                                        |                                             | ?                                           | ?                                           |
| 1987 | 1987                                        |                                             | 3.428                                       | 3.428                                       |
| 2000 | 2000                                        |                                             | ?                                           | ?                                           |
| 2011 | 2011                                        |                                             | 4.482                                       | 4.482                                       |
| 2016 | 2016                                        |                                             | 4.500                                       | 4.500                                       |
| 2022 | 2022                                        |                                             | 4.417                                       | 4.417                                       |
| Datenquelle: Historisches Gemeindeverzeichnis für Hessen: Die Bevölkerung der Gemeinden 1834 bis 1967. Wiesbaden: Hessisches Statistisches Landesamt, 1968. Weitere Quellen: LAGIS; Gemeinde Eppstein; Zensus 2011 |                                             |                                             |                                             |                                             |

## Religion

### Katholische Kirche

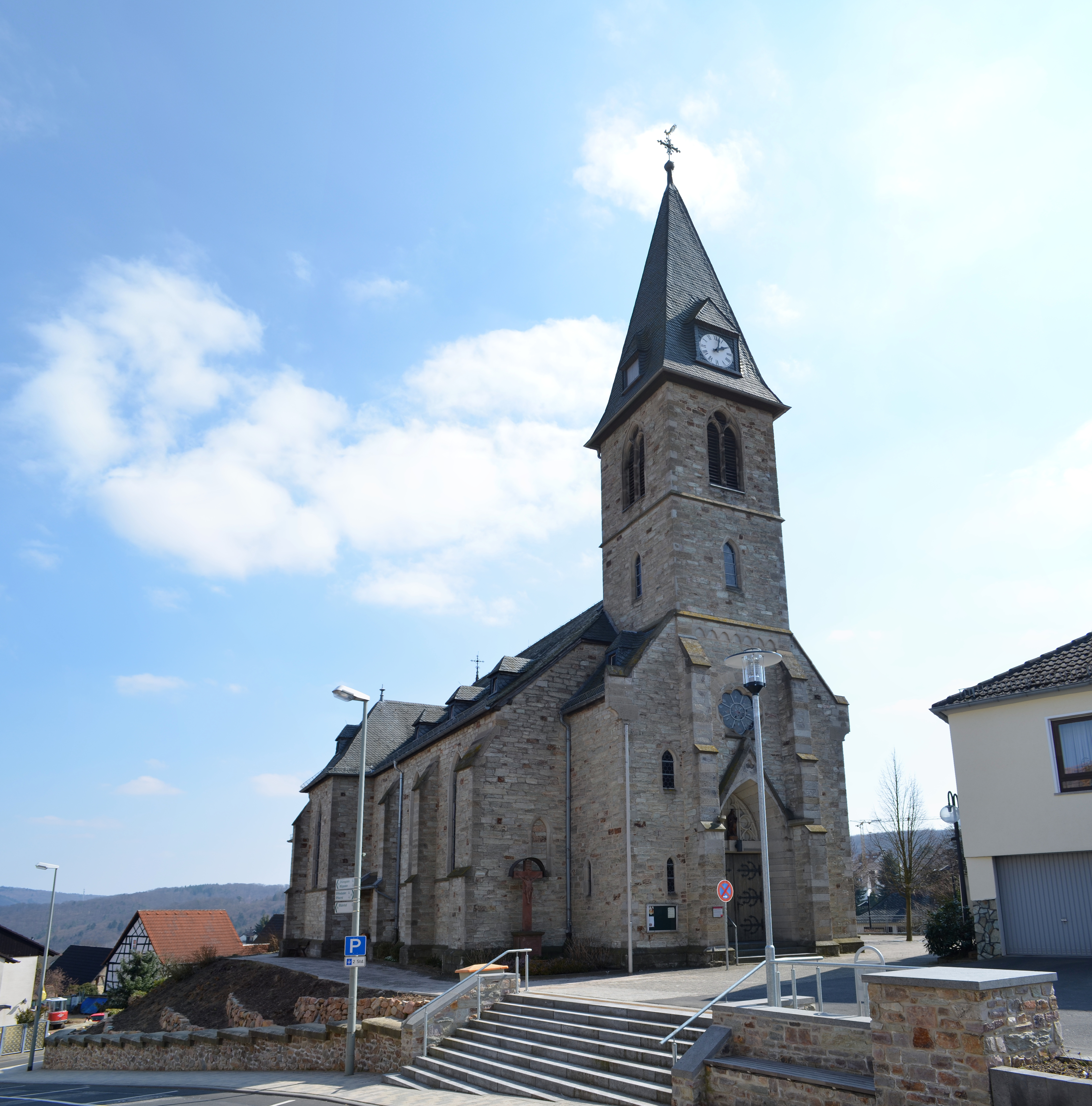
Katholische Kirche

In Bremthal gibt es zwei Kirchen. Ab 1311 war ein sogenannter Pleban (Leutpriester) und ab 1329 ein eigener Pfarrer für die Gemeinde Bremthal seelsorgerisch zuständig. Nach dem Abriss der alten Kirche wurde 1888/1889 die katholische Kirche Sankt Margareta (Grundsteinlegung 24. Juni 1888) erbaut. Sie ist ein neugotisches Bauwerk und besteht aus einem Langhaus mit Stützpfeilern und einem dreiseitigen Chor.

### Evangelische Kirche
Die evangelische Emmauskirche, ein moderner Zweckbau von Jutta Bechtold-Schlosser, wurde 1997 eingeweiht.

### Historische Religionszugehörigkeit
| • 1885: | 011 evangelische (= 2,32 %), 464 katholische (= 97,68 %) Einwohner |
| • 1961: | 109 evangelische (= 9,77 %), 985 katholische (= 88,26 %) Einwohner |

## Politik

### Ortsbeirat
Für Bremthal besteht ein Ortsbezirk (Gemarkung der ehemaligen Gemeinde Bremthal) mit Ortsbeirat und Ortsvorsteher nach der Hessischen Gemeindeordnung.
Der Ortsbeirat besteht aus neun Mitgliedern. Bei den Kommunalwahlen in Hessen 2021 betrug die Wahlbeteiligung zum Ortsbeirat 55,89 %. Dabei wurden gewählt: vier Mitglieder der CDU, zwei Mitglieder der SPD und je ein Mitglied des Bündnis 90/Die Grünen, der FDP und der „Freien Wählergemeinschaft Eppstein“ (FWG). Der Ortsbeirat wählte Guido Ernst (CDU) zum Ortsvorsteher.

### Wappen
Am 4. November 1968 wurde der Gemeinde Bremthal ein Wappen mit folgender Blasonierung verliehen: In geteiltem und oben gespaltenem Schild vorne in Rot ein silbernes Rad, hinten in Silber drei rote Sparren, unten in Blau auf rotem Boden zwei schräggekreuzte silberne Lindenzweige. Dieses Wappen wurde nach dem Zusammenschluss von Bremthal und Niederjosbach der neuen Gemeinde Bremthal in unveränderter Form im Jahr 1973 neu genehmigt.

## Kultur und Sehenswürdigkeiten

### Vereine
Bremthal hat unter anderem zwei Gesangsvereine (Germania und Liederkranz), einen Tischtennisverein (Bremthaler Tischtennisverein), einen Tennisclub (TC 71 Bremthal), die Freiwillige Feuerwehr, die Jugendfeuerwehr, die Kinderfeuerwehr, Kerbeverein, einen Modelflugverein und einen Sportverein, die SG Bremthal (Fußball, Turnen und Badminton). Unter Beteiligung von Kindern, Jugendlichen, interessierten Eltern und Unternehmen ist eine Skateanlage entstanden.

### Heimatmuseum

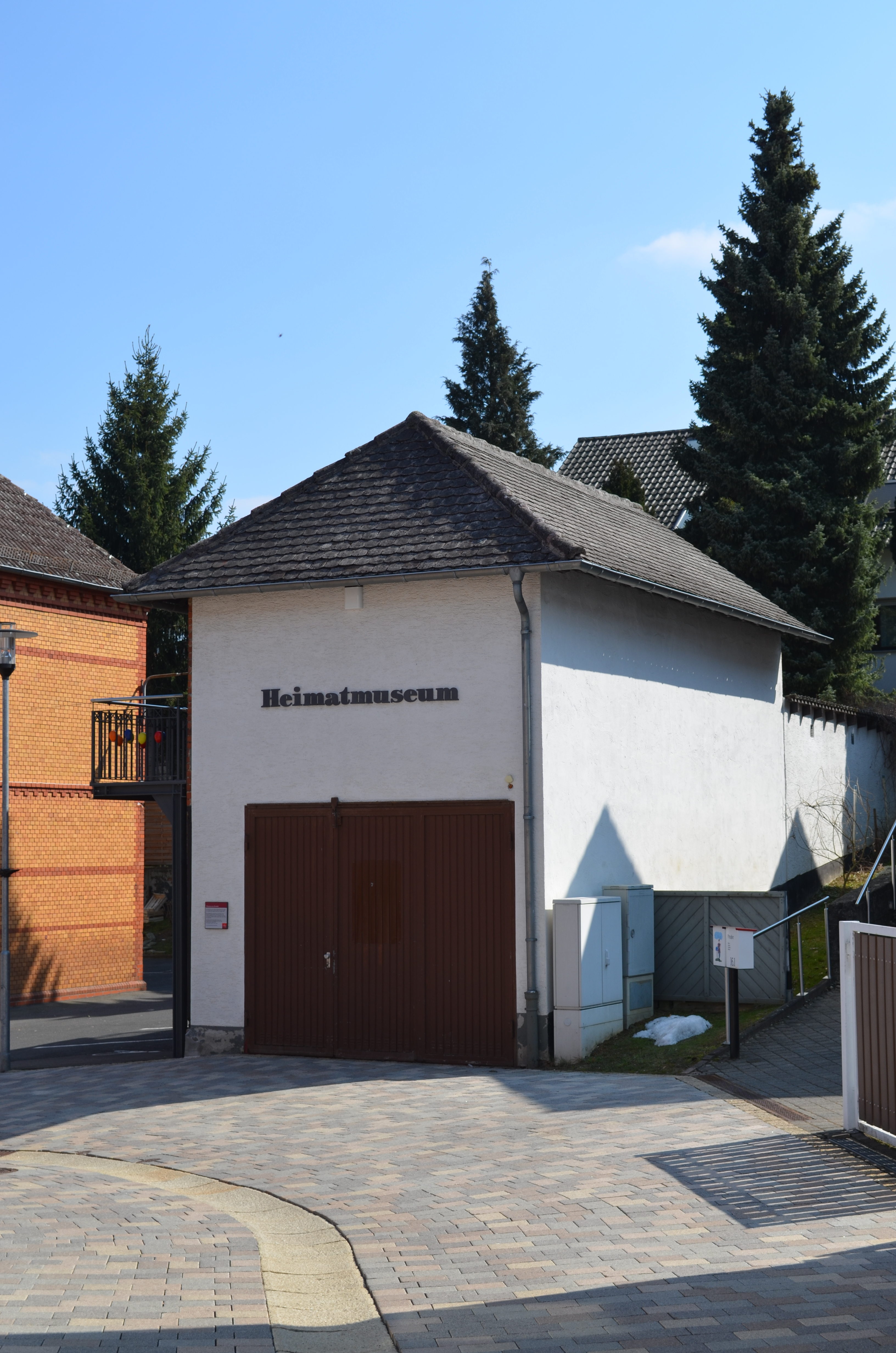
Heimatmuseum

Das heutige Heimatmuseum wurde 1903 als Nebengebäude der Schule errichtet und diente der Lagerung von Kohle und Holz. Anfang der 1950er Jahre wurde das Haus aufgestockt und nun von Heimatvertriebenen genutzt, die in der Schule untergekommen waren. Im Erdgeschoss stand der von Pferden gezogene Leichenwagen der Gemeinde, später der gemeindeeigene Unimog. Seit 2010 wird das Haus vom Bremthaler Heimat- und Geschichtsverein als Heimatmuseum betrieben.

### Bauwerke

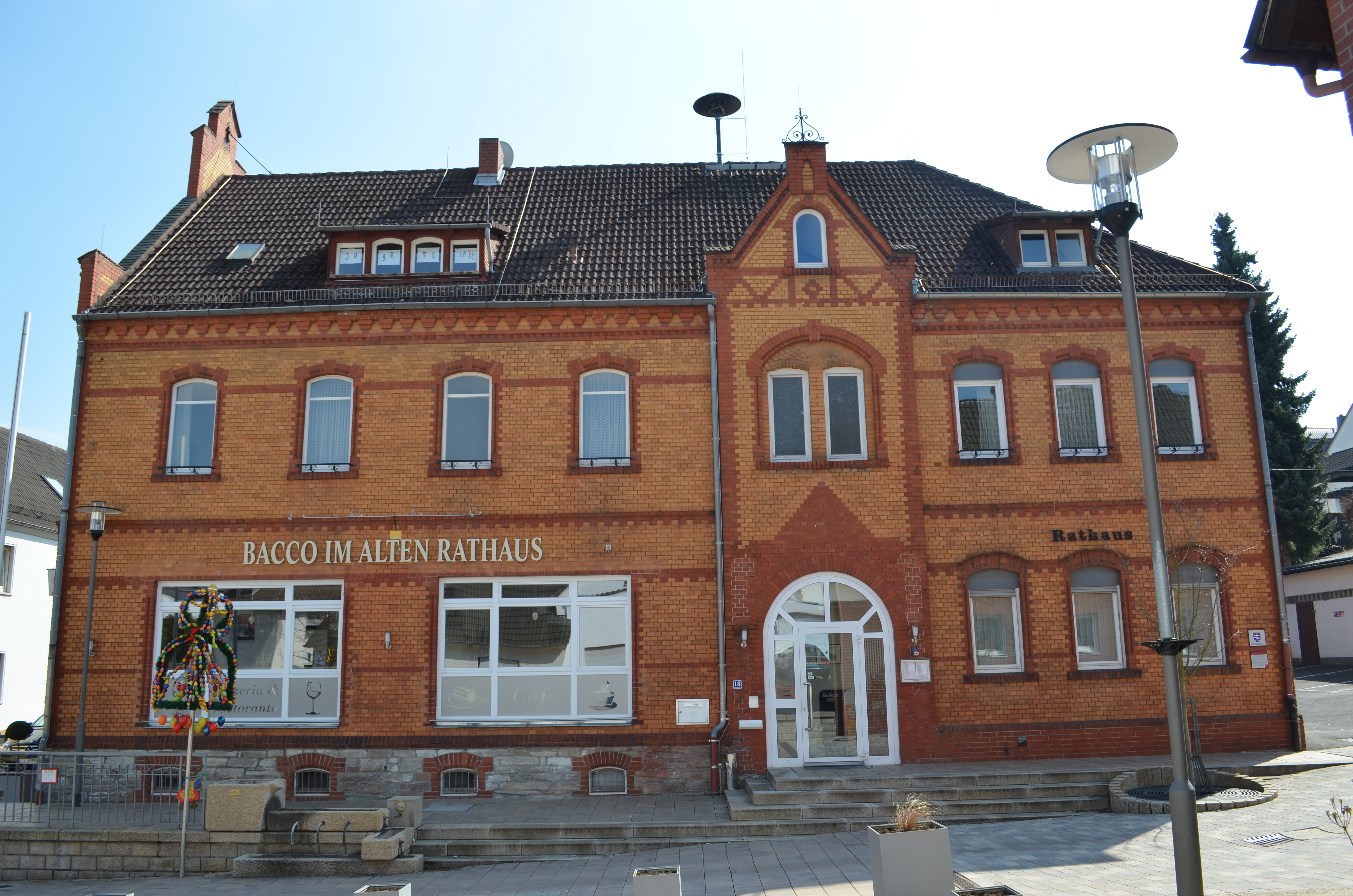
Bremthal, Schule und Rathaus

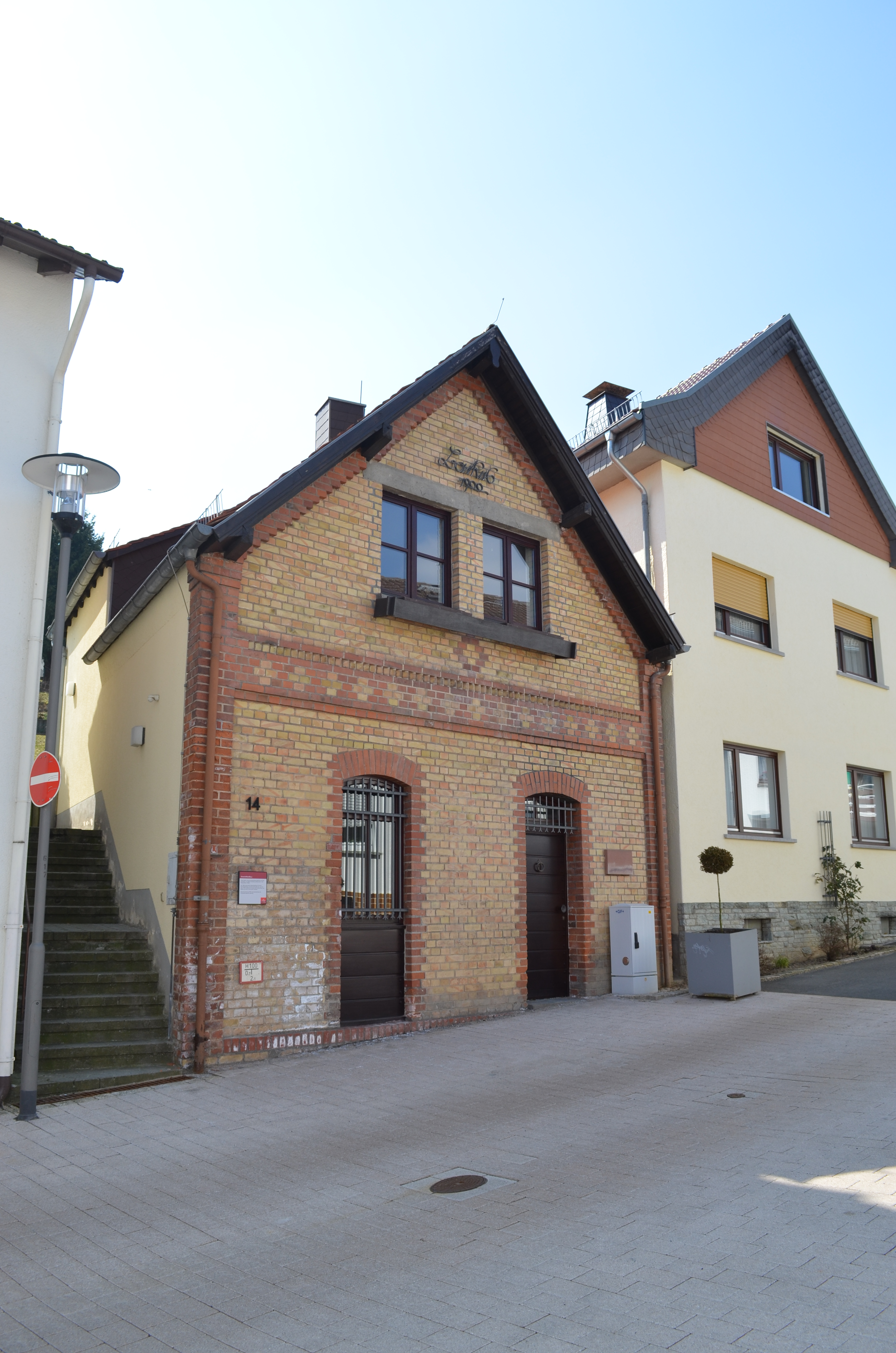
Backhaus

Für die Kulturdenkmäler des Ortes siehe die Liste der Kulturdenkmäler in Bremthal.

#### Alte Schule Bremthal
Die Alte Schule Bremthal steht im Zentrum des Ortes in der Bornstraße. Der Backsteinbau des Architekten Carl Belz aus Langenschwalbach mit zwei zu acht Fensterachsen weist ornamentale Variationen im Ziegelmauerwerk und schmuckreiche Fenstereinfassungen auf. Das Haus, dessen Giebelseite durch einen treppenförmigen Abschluss und die Hervorhebung des Eingangs mit einem übergiebelten Risalit betont wird, wurde als Rathaus und als Schule genutzt.

#### Backhaus
Das Backhaus Bremthal neben dem Heimatmuseum  ist ein Backsteinbau mit farbig abgesetzten Ziergliedern wie Türrahmungen, Gesims, Lisenen. Das Backhaus ist das besterhaltene, allerdings auch jüngste Beispiel im Kreis. Ursprünglich stand das Gemeindebackhaus auf dem Kirchberg, ein späteres an der Wiesbadener Straße. Um 1900 wurde das heutige Gebäude erbaut und bis in die 1950er Jahre als Backhaus genutzt. Auch heute noch ist der Ofen erhalten. 1983 wurde das Haus saniert und wird seitdem als Veranstaltungsort genutzt.

## Wirtschaft und Infrastruktur

### Verkehr
In der Umgebung von Bremthal befinden sich Wanderwege und ein Naturlehrpfad. Außerdem hat Bremthal einen Haltepunkt an der Main-Lahn-Bahn, mit direkter S-Bahn Verbindung nach Frankfurt am Main (S2) und Niedernhausen.
| Linie | Verlauf | Takt                    |
| ----- | --- | ----------------------- |
| S2    | Niedernhausen (Taunus) – Niederjosbach – Bremthal – Eppstein – Lorsbach – Hofheim (Taunus) – Kriftel – Frankfurt-Zeilsheim – Frankfurt-Höchst Farbwerke – Frankfurt-Höchst – Frankfurt-Nied – Frankfurt-Griesheim – Frankfurt (Main) Hbf tief – Frankfurt (Main) Taunusanlage – Frankfurt (Main) Hauptwache – Frankfurt (Main) Konstablerwache – Frankfurt (Main) Ostendstraße – Frankfurt (Main) Mühlberg – Offenbach-Kaiserlei – Offenbach Ledermuseum – Offenbach Marktplatz – Offenbach (Main) Ost – Offenbach-Bieber – Heusenstamm – Dietzenbach-Steinberg – Dietzenbach Mitte – Dietzenbach Bhf | 30 min 15 min (zur HVZ) |

Es gibt auch eine Busverbindung nach Wiesbaden, die Linie 20/AST20 und die Linie 26/AST26. An Bremthal führt die Bundesstraße 455 als Ortsumgehung vorbei. Das Gewerbegebiet Bremthal liegt unmittelbar an der A 3 (Entfernung ca. 1 km).

### Bildung und Kinderbetreuung
In Bremthal gibt es zwei Kindergärten: den Katholischen Kindergarten Sankt Margareta im Taunusblick und die Städtische Kindertagesstätte „Am Vogelgesang“. Des Weiteren befindet sich in Bremthal die Comeniusschule (Grundschule).